# Hooke (cráter)
Hooke es un cráter de impacto que se localiza al noroeste del cráter Messala, en la parte nororiental de la Luna, alrededor de un diámetro de distancia al sureste  del cráter Shuckburgh, de tamaño comparable.
|  |

El borde bajo de este cráter está moderadamente erosionado, con el cráter satélite Hooke D invadiendo ligeramente el lado sureste. Un pequeño cráter desgastado está unido al borde exterior norte. El suelo interior ha sido inundado por la lava, dejando una llanura plana, sin rasgos y una estrecha pared interior.

## Cráteres satélite
Por convención estos elementos se identifican en los mapas lunares colocando la letra en el lado del punto medio del cráter que está más cercano a Hooke.
|       | \| Hooke \| Coordenadas \| Diámetro \| \| ----- \| ---------------------------- \| -------- \| \| D \| 40°42′N 55°48′E / 40.7, 55.8 \| 19 km \| |          |
| Hooke | Coordenadas | Diámetro |
| D     | 40°42′N 55°48′E / 40.7, 55.8 | 19 km    |